# 科薩基夫卡 (文尼察州)
49°17′31″N 28°43′59″E / 49.29194°N 28.73306°E

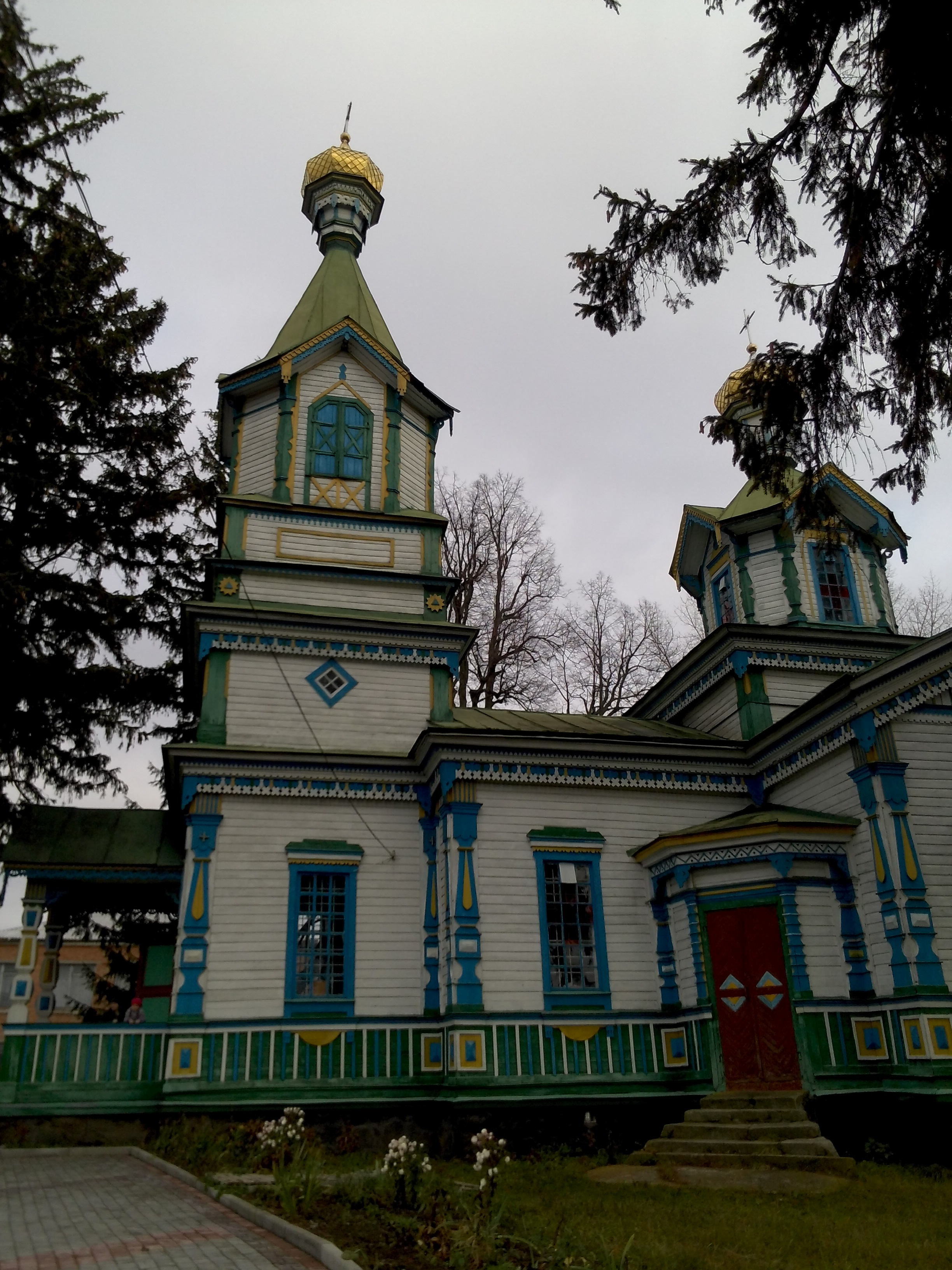

科薩基夫卡（羅馬化：Kosakivka）是烏克蘭西部文尼察州文尼察區圖爾比夫市鎮的村莊，始建於1661年，面積0.97平方公里，海拔高度253米，2001年人口388，人口密度每平方公里401.66人。